# 416 (số)
416 (bốn trăm mười sáu) là một số tự nhiên ngay sau 415 và ngay trước 417.